# Willi Koslowski
Willi Koslowski (Gelsenkirchen, 17 de fevereiro de 1937 – 11 de julho de 2024) foi um futebolista alemão que atuava como atacante.

## Carreira
Willi Koslowski fez parte do elenco da Seleção Alemã na Copa do Mundo de 1962. 

## Morte
Koslowski morreu no dia 11 de julho de 2024, aos 87 anos.